# Корсика
Ко́рсика (также: Корс) (фр. Corse [kɔʁs], корс. Corsica, итал. Corsica) — четвёртый по величине остров в Средиземном море. Это один из 18 регионов Франции; тем не менее, Корсика имеет особый статус — Территориальная общность Корсика (фр. Collectivité Territoriale de Corse). Включает департаменты Южная Корсика и Верхняя Корсика. Главный город — Аяччо. Население — 314 486 (2011) человек (25-е место среди всех регионов и 22-е среди европейской части), в основном, корсиканцы.

## Этимология
В VI веке до н. э. на острове обосновались греки, которые использовали для его именования финикийское название Кирнос (Kyrnos) — «рог, мыс, скала». Древнеримские авторы упоминают его как Корсика (Corsica); это название от финикийского хорси — «лесистый» (хвойный лес острова использовался в кораблестроении).

## География

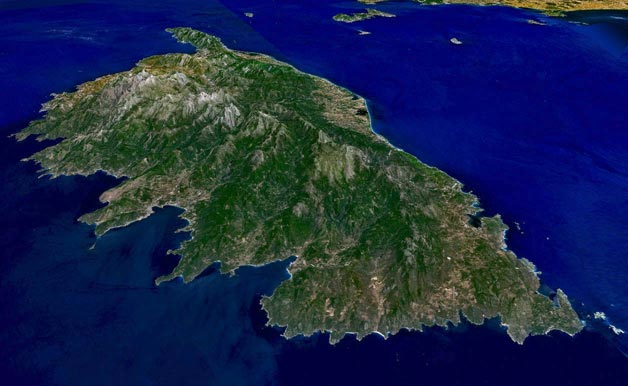
Корсика со спутника

Остров возник около 250 миллионов лет назад в результате подъёма гранитного хребта в западной части острова. Около 50 миллионов лет назад осадочные породы наползли на основание этого хребта и сформировали сланцевые возвышенности восточной стороны. После Сицилии, Сардинии и Кипра это четвёртый по величине остров в Средиземном море и самый гористый, его называют «гора в море».
Вытянутый с юга на север остров имеет максимально 183 км длины и 83 км ширины. Протяжённость береговой линии — около 1 000 км. Площадь территории — 8 680 км². Высочайшая вершина — гора Чинто (2 706 м). 3/4 общей площади составляют горы, 20 из них имеют высоту не менее 2 000 м, расположены они в основном ближе к середине острова. Около 20 % гор и долин покрыто лесами.
Чуть более 40 % территории (3 500 км²) занимает Природоохранный региональный парк Корсики, призванный сохранить уникальную экосистему, сложившуюся в центральной части острова. Впрочем, ограничивается лишь хозяйственная деятельность, — туристам посещение парка не запрещается, здесь даже проходит так называемая «Большая экскурсионная тропа № 20» (GR20), входящая в общеевропейскую сеть длинных пешеходных маршрутов и хорошо известная тем, кто увлекается пейзажными прогулками.
В горах много источников, ручьёв и речек. Самые значительные — Гравона, Рестоника, Тараво, Тавиньяно, Риццанезе, но ни одна из них не судоходна. Крупнейшая река — Голо (90 км).
Остров отдалён от тосканского побережья Италии на 90 км, от французского — на 170 км. От Сардинии, расположенной к югу через пролив Бонифачо, Корсику отделяют всего 11 км в самом узком месте.

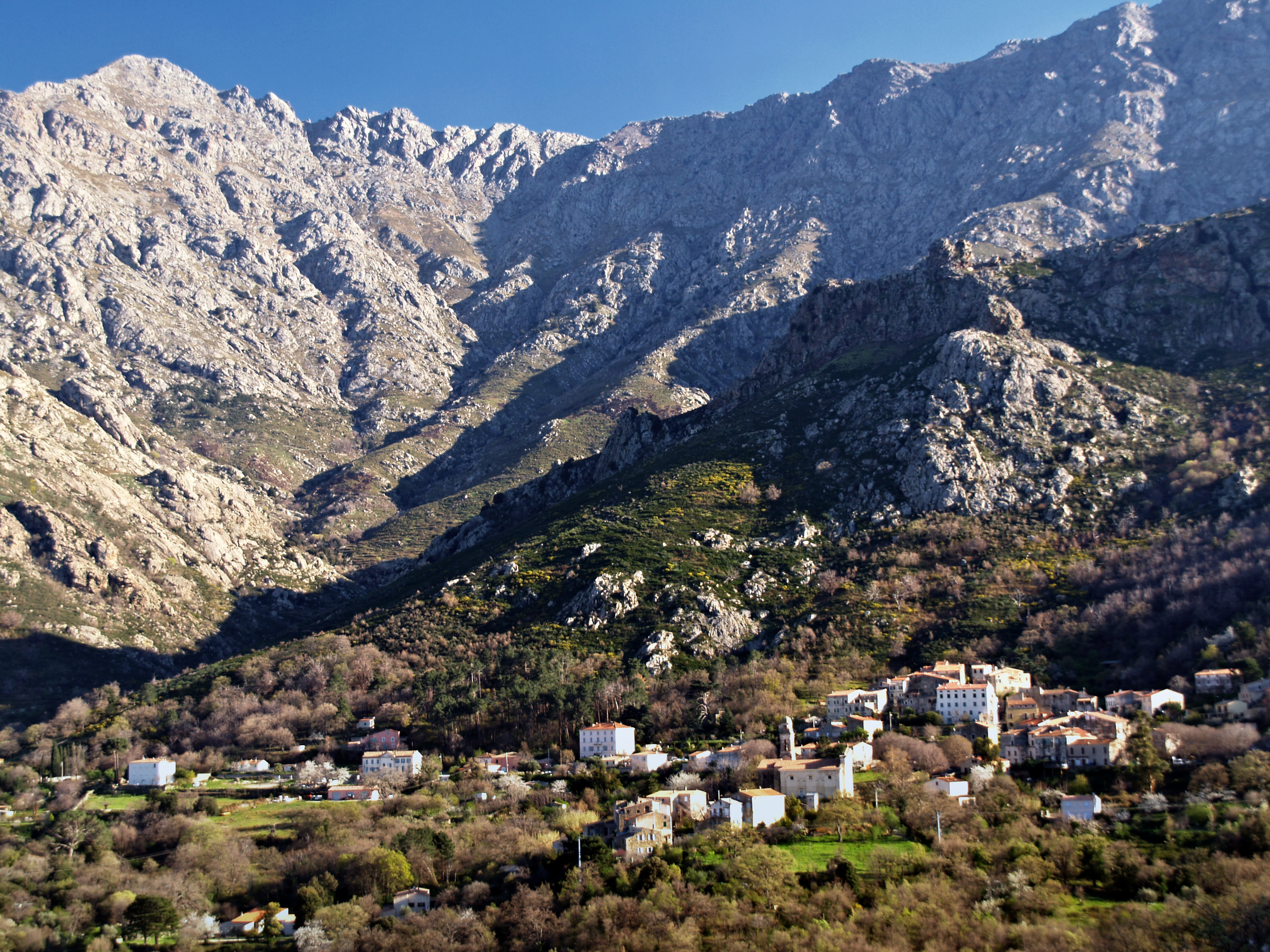
Феличето
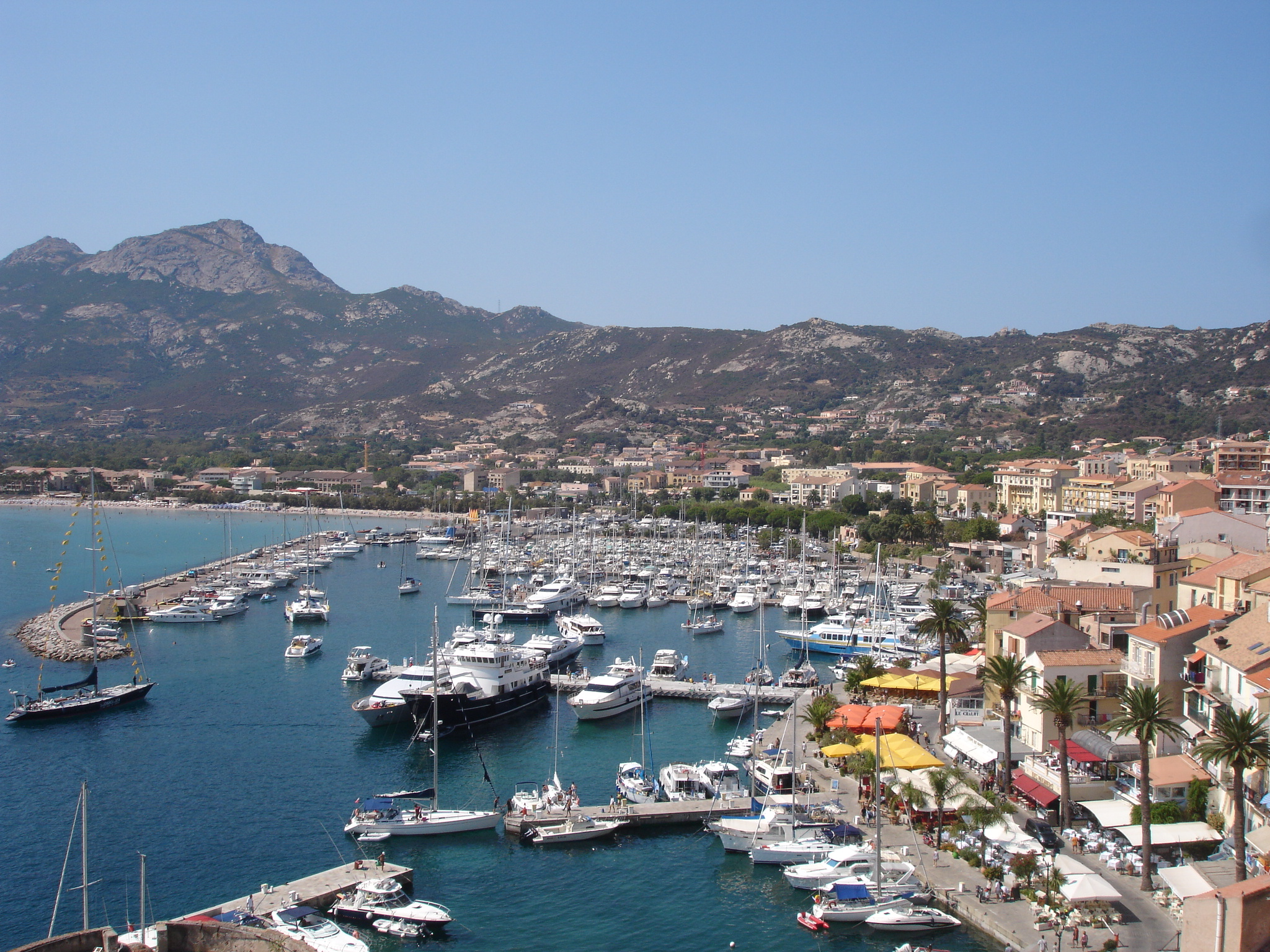
Кальви
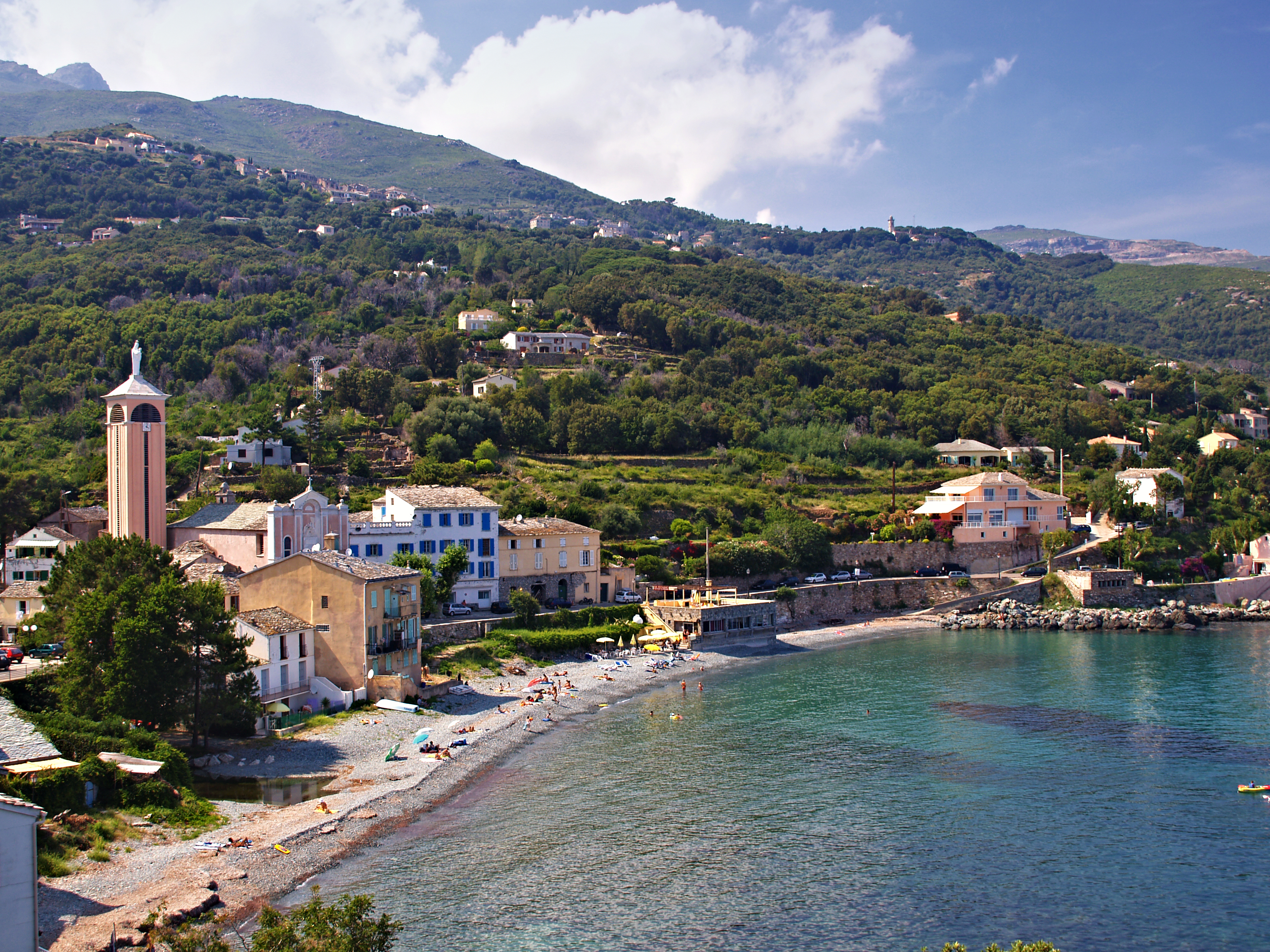
Брандо
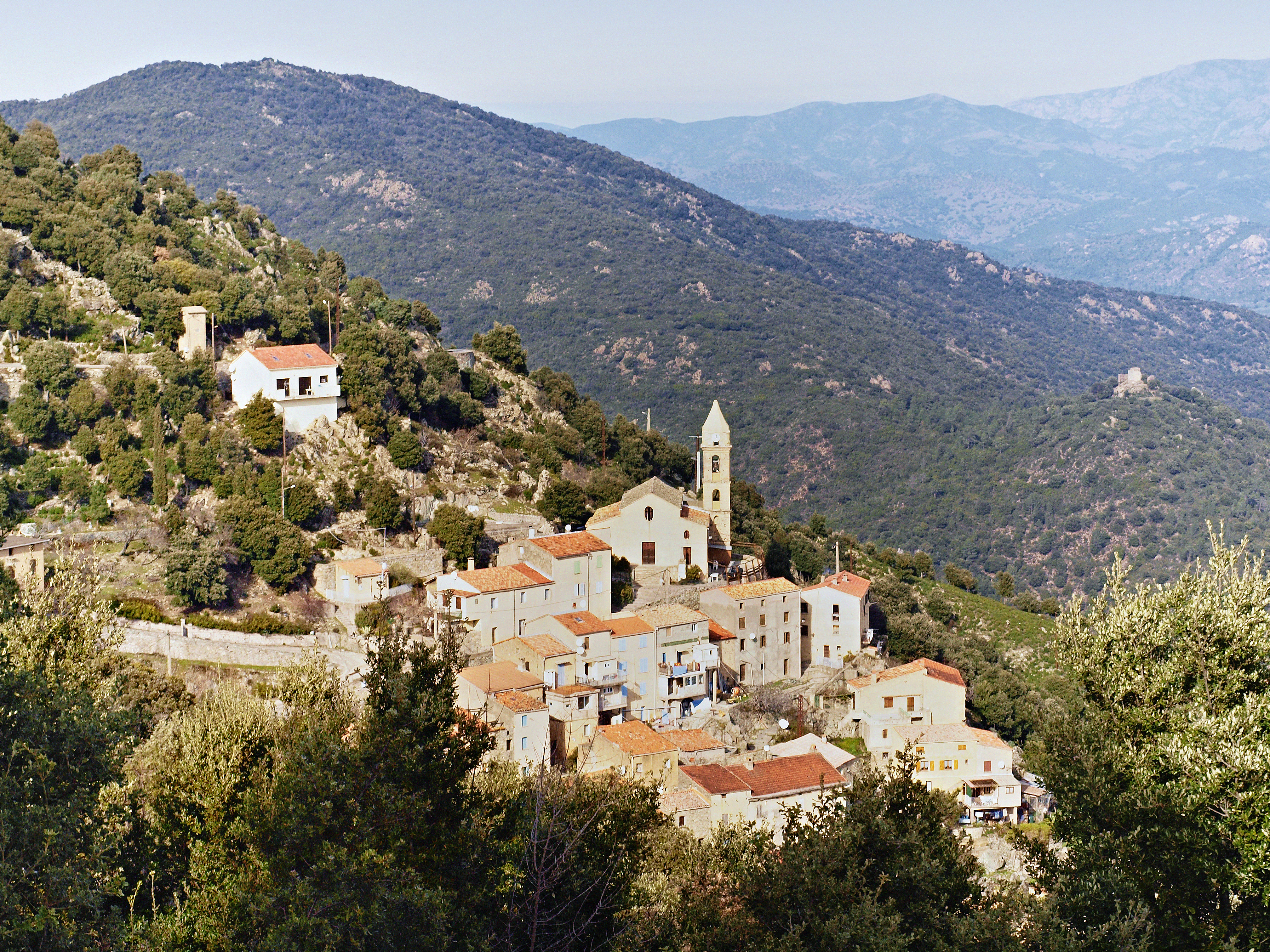
Прато-ди-Джовеллина

## История
В VI тысячелетии до н. э. местных охотников-собирателей начала теснить культура импрессо, потомки которой на несколько тысячелетий закрепились на острове. Культурные традиции Корсики испытывали значительное влияние соседней Сардинии. В середине II тысячелетия до н. э. под влиянием сардинской культуры Боннанаро на острове возникает культура торре, памятниками которой являются башни-торре, напоминающие сардинские нураги. Вскоре после этого Корсику оккупировали строители нурагов, а позднее — родственные им этруски.
В VI веке до н. э. на Кирн (Корсику) высадились греки-фокейцы, где они основали город Алалию, за который разыгралось целое морское сражение с этрусско-карфагенским флотом. В результате сражения греки отбросили объединённый флот союзников, но, понеся тяжелые потери, были вынуждены эвакуировать свои поселения c Корсики, которая перешла под власть этрусков. Овладевшие Корсикой в V веке до н. э. карфагеняне были вынуждены уступить остров в 238 году до н. э. римлянам. Хотя корсиканцы и возмутились против гнета римских наместников, но после семилетней (236—230) кровавой борьбы их восстание было полностью подавлено. Корсика расцвела под властью императоров и насчитывала 33 обнесённых стенами города.
В большой упадок пришла Корсика в V веке от многократных вторжений вандалов, владычество которых (с 470 года) истощило страну. Велизарий освободил её (533) от вандалов, и с тех пор остров попеременно принадлежал то Византии, то готам, пока им не овладели лангобарды (725), франки (754) и сарацины (850), о чём свидетельствуют башни на морском берегу. В начале XI века Корсикой завладели пизанцы и разделили её на множество небольших феодальных владений.
В 1002 году корсиканцы возмутились против гнета баронов и учредили на северо-востоке нечто вроде представительства, из 15 наследственных капорали; на юго-западе во главе населения стали графы Чинарка, Истрия, делла Рокка и т. д.
С 1077 года корсиканцы признавали папу римского своим верховным главой; Урбан II передал управление Корсикой пизанцам, уступившим её после долгой и кровавой борьбы Генуэзской республике (1300). Власть Генуи корсиканцы признали не сразу, лишь в 1387 году, и несколько раз пытались её сбросить (например, восстание 1553—1570 годов под предводительством Сампьетро).
В течение трёхсот лет, с XIV до XVII века, с переменным успехом боролись на Корсике генуэзская, арагонская и национальная партии. В это время остров славился своими пиратскими бухтами и крупными невольничьими рынками. В 1729 −1769 годах корсиканцы в очередной раз взялись за оружие против генуэзских правителей. С помощью императорских войск Генуя подавила восстание (1730). В 1735 барон фон Нейгоф приобрел среди населения такую популярность, что был провозглашён королём, но правил всего восемь месяцев, вынужденный покинуть остров ещё до прибытия французов, призванных Генуей на помощь (1738).
В 1741 снова вспыхнул мятеж. Мятежами 1752 и последующих годов руководили двое Паоли — Джачинто и его сын, Паскаль. Генерал Паскаль Паоли стал главой первого в истории Корсики независимого правительства, к 1755 году ограничив власть генуэзцев лишь четырьмя приморскими городами во главе с Бастией. Вдохновленный передовыми идеями французских философов, Паоли ввел на острове конституцию, наделявшую всех мужчин старше 25 лет правом избирать своих представителей в Административный Совет. Это был первый опыт всеобщего избирательного права в Новой истории Европы. В 1769 году по Компьенскому трактату Генуя, не найдя возможности своими силами подавить национальное движение корсиканцев, передала остров Франции «за долги». Вторгнувшиеся французские войска быстро разбили сторонников Паоли, заставив его покинуть Корсику и укрыться в Англии. С недолгой независимостью Корсики было покончено. В том же году в столице Корсики Аяччо, в семье горячих сторонников Паскаля Паоли, Буонапарте, родился «величайший корсиканец», «первый объединитель Европы», Наполеон.

После сокрушения Франции немецким вермахтом в 1940 году Корсика оказалась под властью коллаборационистов нацистской Германии — вишистского французского режима.
В ноябре 1942 года, после высадки англо-американских войск в Северной Африке, остров был оккупирован итальянскими и немецкими войсками.
После перемирия между Италией и союзниками в сентябре 1943 года итальянские войска и Свободные французские силы вытеснили немцев с острова, сделав Корсику первым освобожденным французским департаментом. Впоследствии американские военные создали 17 аэродромов, которые служили базами для ударов по целям в оккупированной немцами Италии. В 1943—1945 годах было развёрнуто 22 аэродрома тактической авиации — западные союзники по антигитлеровской коалиции называли остров «USS Corsica» (американский военный корабль «Корсика»).
Новая волна за независимость Корсики зародилась в 1970 -х годах. После прихода к власти де Голля множество людей на острове гибли в ходе этнических разборок между корсиканской и сицилийской мафиями.

### Галерея

Современная карта острова
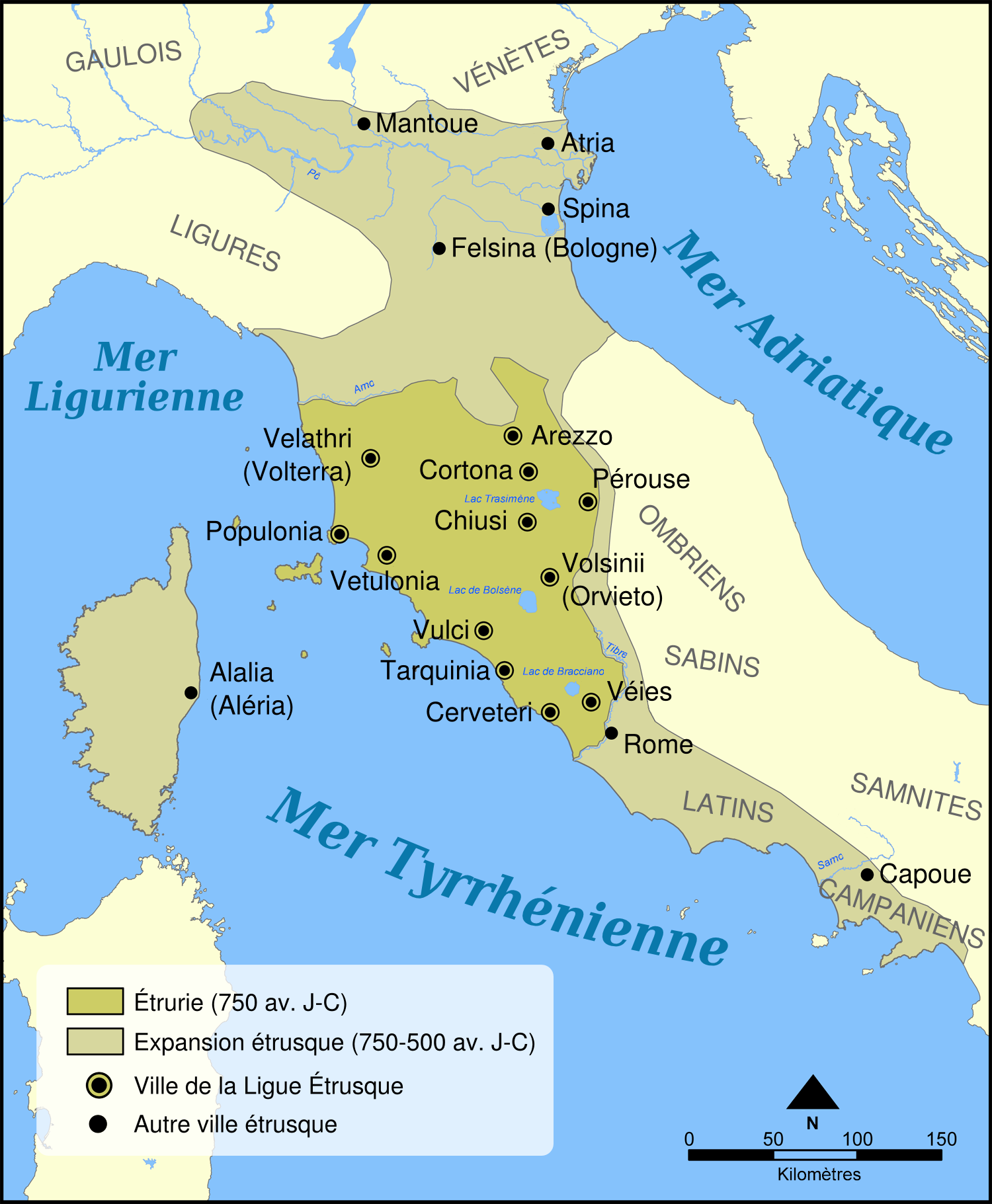
Корсика под властью этрусков. (VIII век до н. э. — V век до н. э.).
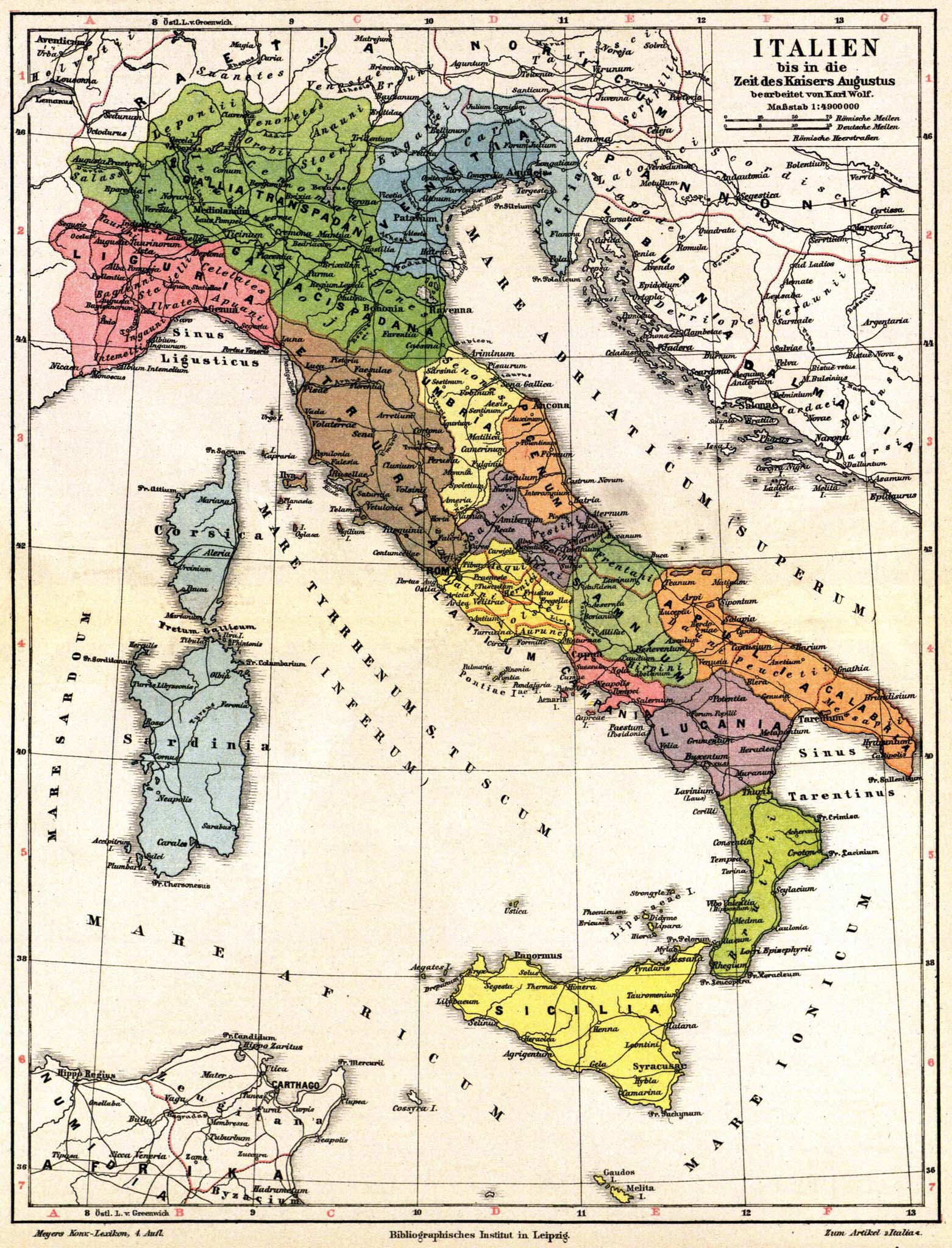
Италия в I веке до н. э.
Королевство Италия (781—1024).
Италия 1494.
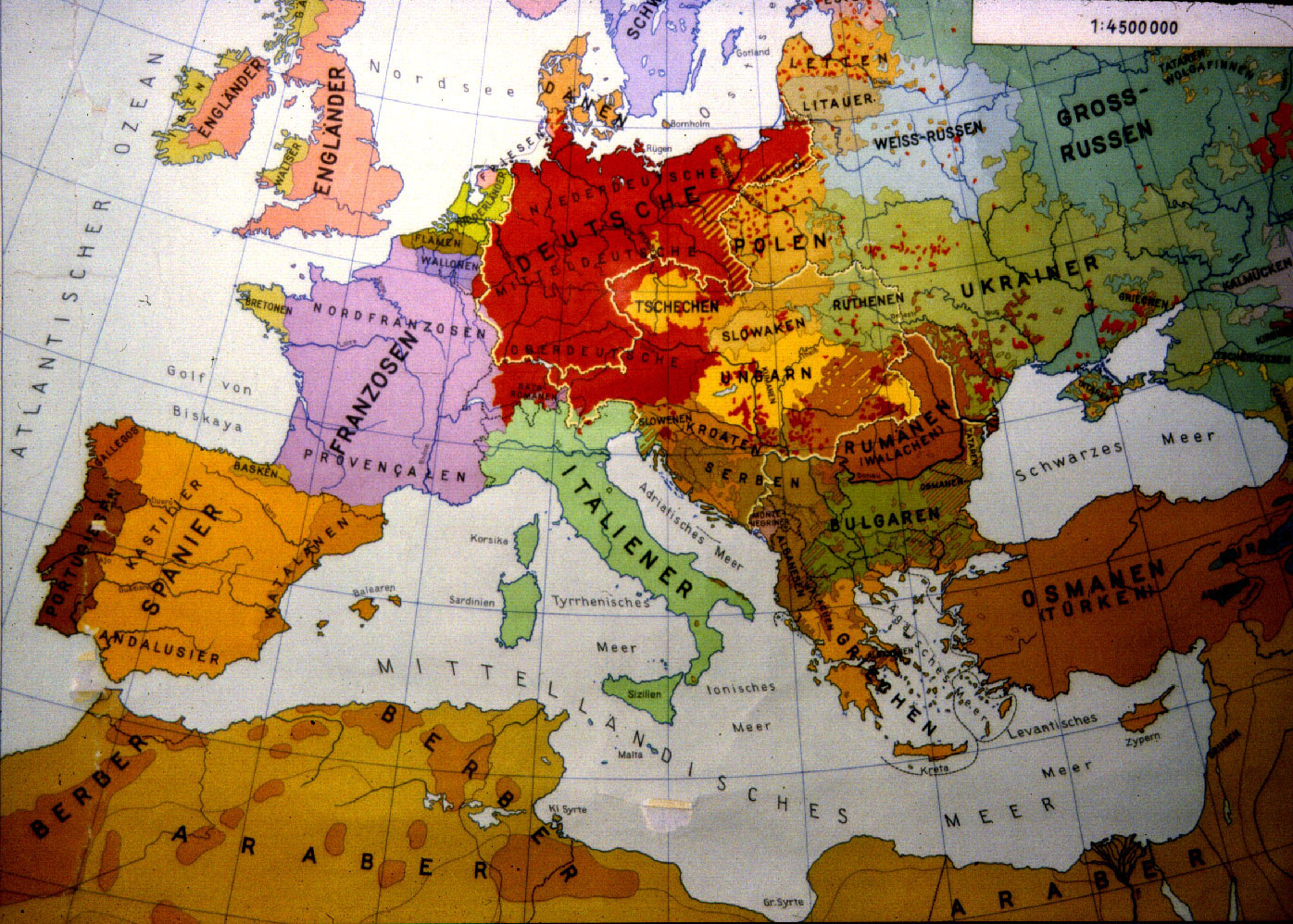
Этническая карта Европы в 1914 году.

## Корсиканский сепаратизм
Фронт национального освобождения Корсики (фр. Front de libération nationale de la Corse, корс. Fronte di Liberazione Naziunale Corsu) — сепаратистская организация, базирующаяся на юге Франции, ставящая своей целью достижение полной политической независимости или же расширения прав автономии Корсики, также признание властями страны «народа Корсики» (по французским законам все граждане страны считаются французами).

## Известные личности
- На Корсике родился Наполеон Бонапарт (в Аяччо), а также семья военных и государственных деятелей Аббатуччи. Также по одной из версий на Корсике родился Христофор Колумб.
- Город Аяччо (фр. Ajaccio) — родина певицы Alizée (полное имя Ализе́ Жакоте́).
- Отец французской модели и актрисы Летиции Касты родом с Корсики. Именно здесь она провела своё детство. В августе 1993 года, когда ей было 15 лет, она играла с младшей сестрой Мари-Анж (Marie-Ange) на пляже в Сан-Амброжио (San Ambrogio). Фотограф Фредерик Кресо (Frederic Creceaux), который был в отпуске, заметил её и предложил другу из агентства «Madison Models Agency» (Париж) поговорить с её отцом о пробных снимках.
- Французский певец и звезда мюзикла «Нотр-Дам де Пари» Патрик Фьори вырос на Корсике, а его мать по происхождению — корсиканка. В 1993 году, представляя Францию на конкурсе Евровидение, Фьори занял 4 место с песней «Mama Corsica», посвящённой его родине.

- Габриэль Диана (р. 1942) — итальянско-французский скульптор и художник, чей музей «DIAN’Arte Museum» и калининградский Музей янтаря стали музеями-побратимами в 2013 году[10].